# Eduardo Miranda
Eduardo Andrés Miranda Ríos (Malloa, Rancagua, Chile; 3 de octubre de 1992) es un futbolista chileno que juega de arquero, actualmente en Santiago Wanderers de Valparaíso. Arquero muy completo por sus atajadas, juego de pies y visión de juego, actualmente es el arquero titular del respectivo club.

## Trayectoria
Surgido de las divisiones inferiores de O'Higgins, el año 2011 es ascendido al primer equipo después de buenas campañas en la sub-18, en el mismo año es cedido a Deportes Temuco, a fines del mismo año vuelve a O'Higgins, en 2013 nuevamente es cedido, esta vez al CDS Enfoque de Rancagua, que en ese entonces jugaba en la Tercera A.
En 2014 es cedido a Independiente de Cauquenes, en el segundo semestre del 2014 queda libre y es contratado por Cobresal donde disputa algunos partidos y se corona campeón con el cuadro minero. A la temporada siguiente recala en Colchagua, en 2016 se integra a Deportes Rengo, después de un año y medio en el club, en 2018 llega a General Velásquez.
Para la temporada 2019 firma por Iberia de la Segunda división chilena. En 2020, regresa a defender el arco de General Velásquez. Durante la Pandemia de COVID-19, se dedicó a la venta de frutas y verduras.
Después de defender los colores de Deportes Limache en 2021, para la temporada 2022 fue anunciado como nuevo jugador de Santiago Wanderers de la Primera B chilena.

## Clubes
| Club                                  | País  | Año       |
| ------------------------------------- | ----- | --------- |
| O'Higgins                             | Chile | 2011-2014 |
| → Deportes Temuco (cedido)            | Chile | 2011      |
| → CDS Enfoque (cedido)                | Chile | 2013      |
| → Independiente de Cauquenes (cedido) | Chile | 2014      |
| Cobresal                              | Chile | 2014-2015 |
| Colchagua                             | Chile | 2015-2016 |
| Deportes Rengo                        | Chile | 2016-2017 |
| General Velásquez                     | Chile | 2018      |
| Iberia                                | Chile | 2019      |
| General Velásquez                     | Chile | 2020      |
| Deportes Limache                      | Chile | 2021      |
| Santiago Wanderers                    | Chile | 2022-Act. |

## Palmarés

### Campeonatos nacionales
| Título           | Equipo   | País  | Año    |
| ---------------- | -------- | ----- | ------ |
| Primera División | Cobresal | Chile | 2015-C |